# Guillaume Lemans
Guillaume Lemans, né 1976 à Paris, est un scénariste et producteur français.

## Biographie
Carrière
Après des études d’histoire, il travaille quelque temps dans l’édition avant de devenir scénariste.
En 2004,  il rencontre le réalisateur Fred Cavayé. Ensemble, ils écrivent leur premier film : Pour elle. Ce thriller dramatique sort en décembre 2008 puis est réadapté par Paul Haggis en 2009. Guillaume Lemans s’essaye ensuite à la comédie et écrit Le Marquis pour Dominique Farrugia.
Mais il revient vite au cinéma de genre  et il  signe deux autres thrillers pour Fred Cavayé. À bout portant en 2010 – un film ayant eu une réadaptation en Corée du Sud en 2013, puis aux États-Unis pour Netflix en août 2018 – et enfin Mea Culpa en 2013.
En parallèle, il est aussi le scénariste du réalisateur Yann Gozlan avec  lequel il coécrit les films Captifs en 2009, Un homme idéal en 2015 et Burn Out en 2017.
En 2016, il décide de monter une structure de production consacrée au cinéma de genre et il crée avec Delphine Clot, la société Esprits Frappeurs.
Le film catastrophe Dans la brume, sorti en 2018, qu’il cosigne est aussi le premier film dont il est le coproducteur.
Cette même année, il scénarise le film La nuit a dévoré le monde, le premier film de Dominique Rocher.
Aujourd’hui, avec sa société de production, il développe plusieurs films de genre ainsi que l’adaptation de la bande dessinée Les Sentinelles en série fantastique pour Canal+.
Il continue sa carrière de scénariste et a été engagé par Studio Canal en juillet 2018 pour scénariser le remake du film Les Spécialistes.

## Filmographie

### En tant que scénariste
- 2008 : Pour elle de Fred Cavayé (coécrit avec ce dernier)
- 2008 : La Guerre des miss de Patrice Leconte (coécrit avec Fred Cavayé et Franck Chorot)
- 2009 : Captifs de Yann Gozlan (coécrit avec ce dernier)
- 2010 : À bout portant de Fred Cavayé (coécrit avec ce dernier)
- 2011 : Légitime défense de Pierre Lacan (scénariste consultant)
- 2011 : Le Marquis de Dominique Farrugia (coécrit avec ce dernier, Jean-Paul Bathany et Charly Delwart)
- 2014 : Mea Culpa de Fred Cavayé (coécrit avec ce dernier)
- 2015 : Un homme idéal de Yann Gozlan (coécrit avec ce dernier)
- 2017 : Burn Out de Yann Gozlan (coécrit avec ce dernier, Jérémie Guez et Simon Moutairou)
- 2018 : Dans la brume de Daniel Roby (coécrit avec Jimmy Bemon et Mathieu Delozier)
- 2018 : La nuit a dévoré le monde de Dominique Rocher (coécrit avec ce dernier et Jérémie Guez)
- 2023 : Farang de Xavier Gens

### En tant que producteur
- 2018 : Dans la brume de Daniel Roby (coproducteur)
- 2020 : Kandisha d'Alexandre Bustillo et Julien Maury (coproducteur)